# Automatic for the People
| 전문가 평가                       | 전문가 평가 |
| 총 점수                           | 총 점수     |
| 출처                              | 점수        |
| --------------------------------- | ----------- |
| 메타크리틱                        | 96/100      |
| 평가 점수                         |             |
| 출처                              | 점수        |
| AllMusic                          | [ 5 ]       |
| Chicago Tribune                   | [ 6 ]       |
| The Encyclopedia of Popular Music | [ 7 ]       |
| Entertainment Weekly              | A           |
| The Independent                   | [ 9 ]       |
| Los Angeles Times                 | [ 10 ]      |
| NME                               | 10/10       |
| Pitchfork                         | 9.3/10      |
| Q                                 | [ 13 ]      |
| Rolling Stone                     | [ 14 ]      |
| Select                            | 5/5         |

《Automatic for the People》은 1992년 10월 5일, 워너 브라더스 레코드에서 발매한 미국의 얼터너티브 록 밴드 R.E.M.의 여덟 번째 스튜디오 음반이다. R.E.M.은 그들의 이전 음반인 《Out of Time》 (1991년)이 여전히 음반 차트에 올라 세계적인 성공을 거두는 동안 이 음반에서 생산을 시작했다. 《Automatic for the People》은 존 폴 존스의 끈 배열로 인해 사망률, 상실감, 애도, 향수에 대한 루머를 다룬다.
발매되자마자, 이 음반은 비평가들로부터 폭넓은 찬사를 받았고, 미국 음반 차트에서 2위에 올랐고, 6개의 싱글 음반을 냈다. 《롤링 스톤》 논평가 폴 에번스는 이 음반에 대해 "이 음반은 R.E.M.의 멤버들이 그 어느 때보다 깊이 파고들고 있다. 더 슬프고 현명해짐에 따라, 아테네의 전복은 새롭고 복잡한 아름다움으로 빛나는 어두운 시각을 드러낸다"라고 결론지었다. 《Automatic for the People》은 일반적으로 《Murmur》 (1983년)과 함께 밴드의 최고의 업적 중 하나로 간주되며 전 세계적으로 1800만장이 팔렸다.

## 배경 및 녹음
1990년 12월, 페이즐리 파크 스튜디오에서 열린 R.E.M.의 이전 음반 《Out of Time》의 믹싱 세션에서 《Automatic for the People》이 유래되었다. 그곳에서 〈Drive〉, 〈Try Not to Breathe〉 그리고 〈Nightswimming〉의 데모가 기록되었다. 《Out of Time》의 홍보 임무를 마친 후, R.E.M.의 멤버들은 다음 음반에 대한 공식적인 작업을 시작했다. 6월 첫째 주부터 기타리스트 피터 벅, 베이시스트 마이크 밀스, 드러머 빌 베리는 새로운 소재를 작업하기 위해 리허설 스튜디오에서 일주일에 여러 번 만났다. 그들은 한 달에 한 번 일주일간 휴식을 취하곤 했다. 음악가들은 종종 악기를 교환하곤 했다. 벅은 만돌린을 연주하고, 밀스는 피아노나 오르간을 연주하고, 베리는 베이스를 연주했다. 벅은 드럼 없이 글을 쓰는 것이 밴드 멤버들에게 생산적이라고 설명했다. 이 밴드는 《Out of Time》 이후 더 단단한 소재를 담은 음반을 전달하기 위해 리허설 동안 더 빠른 록 곡을 쓰려고 노력했지만, 그런 맥락에서 6개 미만의 예상 곡을 고안해냈다.
그 음악가들은 표준 밴드 구성으로 데모를 녹음했다. 벅에 따르면, 이 음악가들은 약 30곡의 노래를 녹음했다. 리드 싱어인 마이클 스타이프는 이 세션에 참석하지 않았다. 대신 밴드는 1992년 초에 그에게 완성된 데모를 주었다.

## 곡 목록
모든 곡들은 빌 베리, 피터 벅, 마이크 밀스 그리고 마이클 스타이프가 작사/작곡하였다.
| #  | 제목                               | 재생 시간 |
| -- | ---------------------------------- | --------- |
| 1. | 〈Drive〉                          | 4:31      |
| 2. | 〈Try Not to Breathe〉             | 3:50      |
| 3. | 〈The Sidewinder Sleeps Tonite〉   | 4:06      |
| 4. | 〈Everybody Hurts〉                | 5:17      |
| 5. | 〈New Orleans Instrumental No. 1〉 | 2:13      |
| 6. | 〈Sweetness Follows〉              | 4:19      |

| #   | 제목                     | 재생 시간 |
| --- | ------------------------ | --------- |
| 7.  | 〈Monty Got a Raw Deal〉 | 3:17      |
| 8.  | 〈Ignoreland〉           | 4:24      |
| 9.  | 〈Star Me Kitten〉       | 3:15      |
| 10. | 〈Man on the Moon〉      | 5:13      |
| 11. | 〈Nightswimming〉        | 4:16      |
| 12. | 〈Find the River〉       | 3:50      |

## 인증
| 국가                                                                                         | 인증        | 판매량/출하량 |
| -------------------------------------------------------------------------------------------- | ----------- | ------------- |
| 아르헨티나 (CAPIF)                                                                           | 골드        | 30,000^       |
| 오스트레일리아 (ARIA)                                                                        | 4× 플래티넘 | 280,000^      |
| 오스트리아 (IFPI 오스트리아)                                                                 | 2× 플래티넘 | 100,000*      |
| 캐나다 (뮤직 캐나다)                                                                         | 7× 플래티넘 | 700,000^      |
| 프랑스 (SNEP)                                                                                | 플래티넘    | 225,700       |
| 독일 (BVMI)                                                                                  | 5× 골드     | 1,250,000^    |
| 네덜란드 (NVPI)                                                                              | 3× 플래티넘 | 300,000^      |
| 뉴질랜드 (RMNZ)                                                                              | 플래티넘    | 15,000^       |
| 스페인 (PROMUSICAE)                                                                          | 2× 플래티넘 | 200,000^      |
| 스웨덴 (GLF)                                                                                 | 2× 플래티넘 | 200,000^      |
| 스위스 (IFPI 스위스)                                                                         | 2× 플래티넘 | 100,000^      |
| 영국 (BPI)                                                                                   | 7× 플래티넘 | 2,100,000     |
| 미국 (RIAA)                                                                                  | 4× 플래티넘 | 3,520,000     |
| 요약                                                                                         |             |               |
| 전세계                                                                                       | —           | 18,000,000    |
| *판매량을 기반으로 한 인증 · ^출하량을 기반으로 한 인증 · 판매량+스트리밍을 기반으로 한 인증 |             |               |